# 5933 Kemurdzhian
5933 Kemurdzhian è un asteroide della fascia principale. Scoperto nel 1976, presenta un'orbita caratterizzata da un semiasse maggiore pari a 2,1556549 UA e da un'eccentricità di 0,1469706, inclinata di 0,14996° rispetto all'eclittica.
Il nome è stato scelto in onore di Aleksandr Kemurdžian, ingegnere sovietico, progettista del primo rover, il Lunochod 1, a esplorare la Luna.